# Dirphia somniculosa
Dirphia somniculosa is een vlinder uit de onderfamilie Hemileucinae van de familie nachtpauwogen (Saturniidae). De wetenschappelijke naam van de soort is voor het eerst geldig gepubliceerd door Pieter Cramer in 1777.